# Claude Fleury

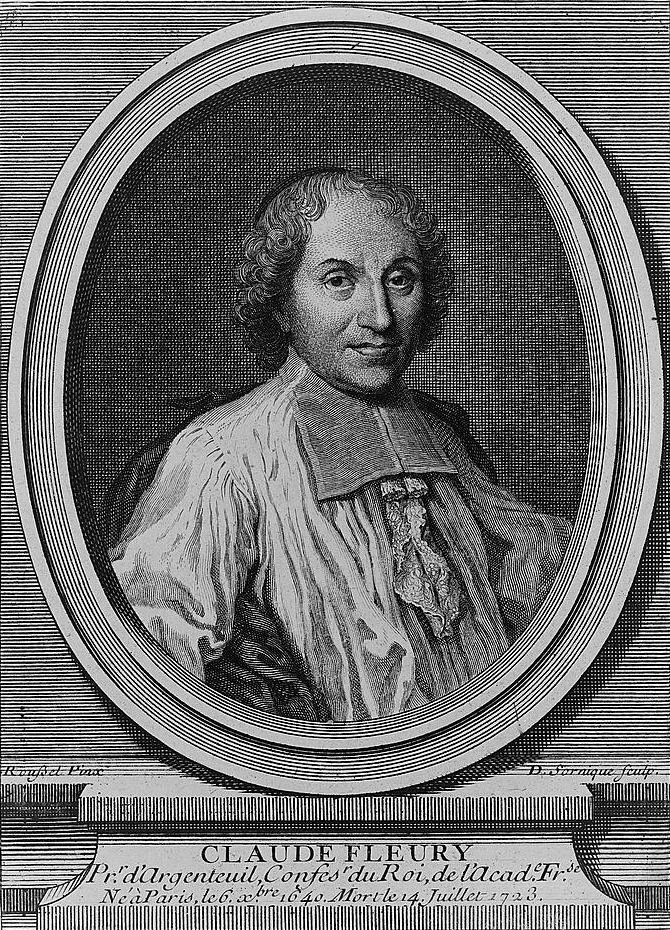
Claude Fleury

Claude Fleury (* 6. Dezember 1640 in Paris; † 14. Juli 1723 in Paris) war ein französischer Pädagoge und Kirchenhistoriker.

## Leben
Fleury besuchte das Lycée Louis-le-Grand und trat 1658 als Parlamentsadvokat auf, studierte aber seit 1667 Theologie und wurde 1672 Erzieher der jungen Prinzen von Conti, dann von Ludwigs XIV. Sohn, dem Grafen von Vermandois, und schließlich 1689 zweiter Hofmeister der Prinzen von Bourgogne, Anjou und Berry. Ludwig XV. ernannte ihn zu seinem Beichtvater.
Seines zurückgezogenen Lebens halber nannte man ihn den Einsiedler am Hof.

## Werke
Sein Hauptwerk ist die Kirchengeschichte: Histoire ecclésiastique (Paris 1691–1720, 20 Bde.) die bis 1414 reichte und von Jean Claude Fabre (Brüssel 1726–40, 16 Bde.) und von Alexandre Lacroix bis 1778 (Paris 1776–87, 6 Bde.) fortgesetzt wurde, freilich nicht in Fleurys Geist.
Unter seinen übrigen Schriften sind besonders hervorzuheben:
- Histoire du droit français (Paris 1674, neue Ausg. 1826) und
- Catéchisme historique (Paris 1679; neu hrsg. von Laboulaye und Dareste, 1858, 2 Bde.). Das erstere dieser Werke stellt eins der entschiedensten Manifeste des Episkopalismus und Gallikanismus dar; mit dem zweiten ist Fleury der Vorläufer des auf biblischem Geschichtsunterricht basierenden Religionsunterrichts der Neuzeit geworden. Auch als geschichtstheologischer Entwurf ist der Catéchisme historique bedeutsam.

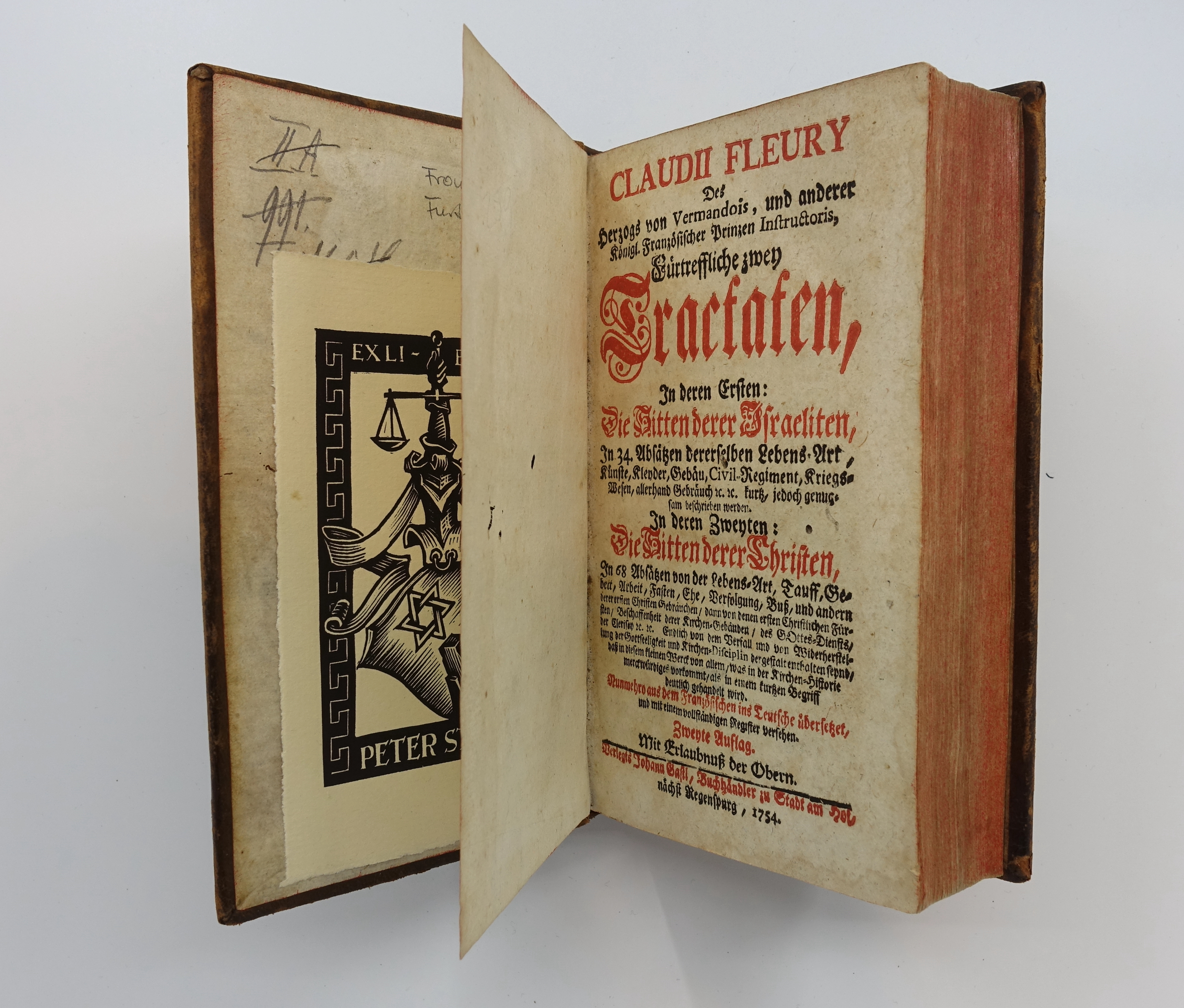
1754 Ausgabe von Sitten der Israeliten, in der Sammlung des Jüdischen Museums der Schweiz.

- Die Sitten der Israeliten 1681
- 1754 Ausgabe von Sitten der Israeliten, in der Sammlung des Jüdischen Museums der Schweiz. Die Sitten der Christen 1682